# Miladin Bečanović
Miladin Bečanović est un footballeur monténégrin né le 18 avril 1973 à Nikšić (Monténégro).
Ce joueur évolua comme attaquant principalement à Lille et au Havre.

## Palmarès
- Vainqueur de la Coupe de Serbie en 2001 avec le Partizan Belgrade
- Champion de Serbie en 2002 et 2003 avec le Partizan Belgrade